# Gérard Lockel
Gérard Lockel, né le 28 avril 1928 à Pointe-à-Pitre et mort le 6 septembre 2023 à Baie-Mahault, est un essayiste et guitariste français, originaire de la Guadeloupe. Il est l'un des plus grands spécialistes du gwoka guadeloupéen, qu'il a étudié tout au long de sa vie, en publiant notamment deux essais : Traité de Gwo Ka Modènn: initiation à la musique Guadeloupéenne en 1981 et Gwo Ka Modènn en 2011.

## Biographie
Initié au gwoka dès son plus jeune âge, Gérard Lockel se spécialise pourtant vers la guitare dans un premier temps. Cette vision pluridisciplinaire de la musique lui permet d'associer plusieurs instruments au gwoka. En 1951, il s'envole pour la métropole où il pratique le jazz notamment, avant de revenir en Guadeloupe dans les années 60, pour pratiquer le gwoka.
En 1981, il publie le Traité de Gwo Ka Modènn: initiation à la musique Guadeloupéenne qui renouvelle la pratique de cette musique née au temps de l'esclavage, puis le complète en 2011 avec Gwo Ka Modènn qui devient l'ouvrage de référence de cette musique. Mais Gérard Lockel s'engage également dans la cause indépendantiste guadeloupéenne, en publiant en 1989 1969-1989 : vingt ans de lutte. Il est notamment membre fondateur de l'UPLG, parti politique indépendantiste guadeloupéen.
Le 7 septembre 2023, Gérard Lockel s'éteint à l'âge de 95 ans dans sa ville de Baie-Mahault.

## Œuvre
- Traité de Gwo Ka Modènn: initiation à la musique Guadeloupéenne, Guadeloupe : Gerard Lockel, 527 pages, 1981
- 1969-1989 : vingt ans de lutte, 1989
- Gwo Ka Modènn, Baie-Mahault (Guadeloupe) : ADGKM, 383 pages, 2011,  (ISBN 978-2-7466-2691-1)
- GKM Recueil, Baie-Mahault (Guadeloupe) : ADGKM, 72 pages, 2015,  (ISBN 979-0-7070-7301-8)

## Hommages
- Son nom a été donné au Centre culturel de la ville de Baie-Mahault[5].